# Vendéliques

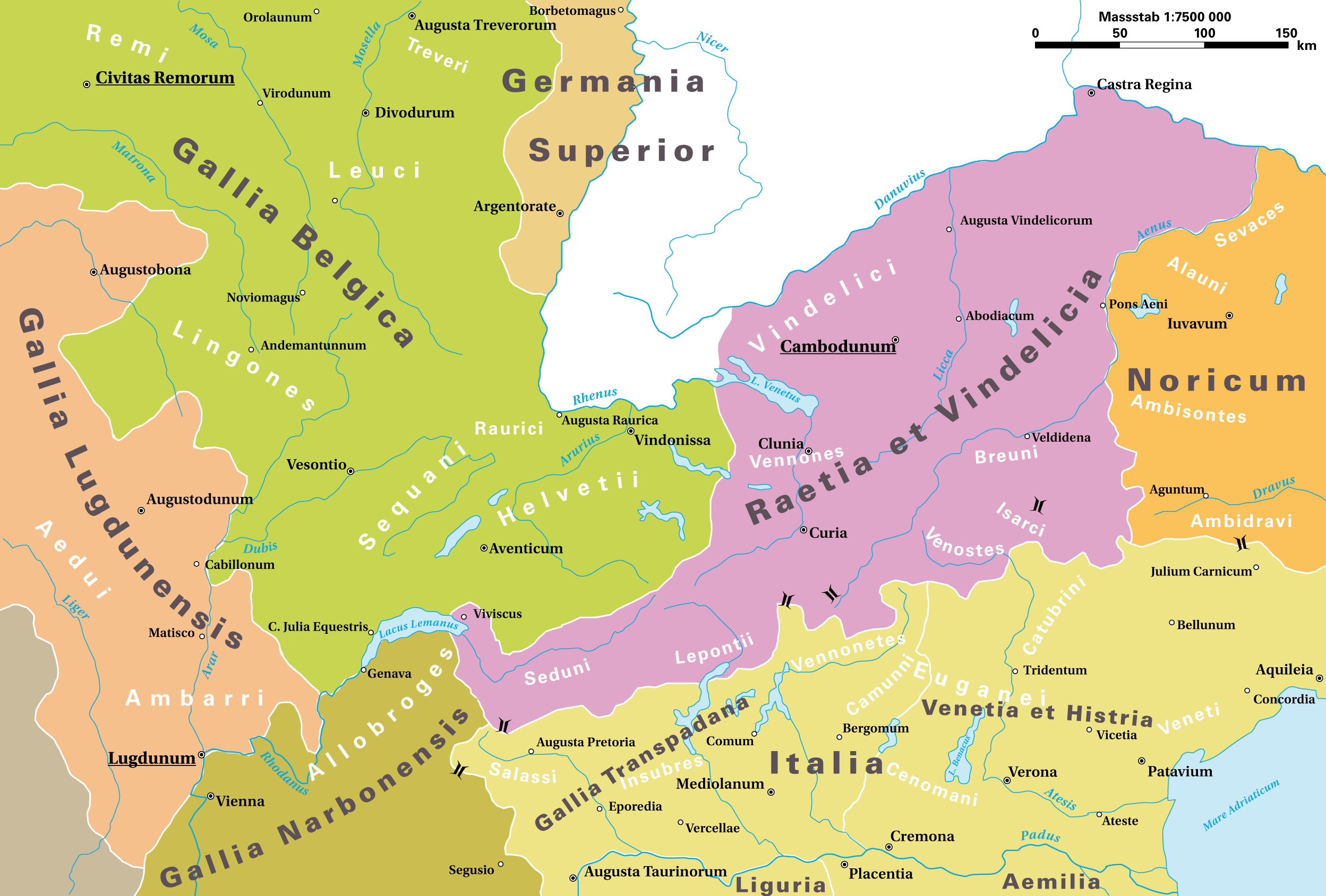
Les tribus celtes alpines à la fin du règne d’Auguste : en rose, les Rhètes et les Vendéliques.

Les Vendéliques ou encore Vindélices, Vindéliciens, en latin Vindelici, Vindolici ou Vindalici, désignent un peuple habitant une ancienne région romanisée sous le nom de Vindélicie. Elle s'étend entre le Danube au nord (qui a été sur le limes de Germanie), le Norique à l'est au-delà de l'Œnus (Inn), la Rhétie première au sud et la Gaule à l'ouest qui commence par l'ancien territoire des Helvètes. Cela correspond aujourd'hui au territoire comprenant la partie nord-est de la Suisse, le Sud-Est de la région de Bade, et le Sud du Wurtemberg et de la Bavière. 

## Habitants de la Vindélicie
La Vindélicie primitive soumise l'an 15 av. J.-C. et protégée par les Romains prend son nom latin de l'accolement de deux rivières qui l'encadrent, la Wertach et le Lech nommées par Fortunat (VIe siècle) Vindo et Licus. Notons que vindo est un mot gaulois signifiant « blanc ». La population était celte de l'aveu même des conquérants mais la terminaison en -ates de leurs tribus suggère un fond ligure : Licates, Rucinates, Caténates, Consuanetes…[réf. nécessaire]
Comme les Suèves voisins se devaient d'être fidèles à l'alliance romaine, la région fut conquise et intégrée de facto à la province de Rhétie. Les troubles qui éclatèrent par la suite permirent aux légions d'étendre le périmètre de sécurité jusqu'au Danube. 
La principale place-forte de Vindélicie était, semble-t-il, l'oppidum de Manching près d'Ingolstadt. Sur ce territoire, une ville est fondée par les légions romaines de Drusus, la colonia Augusta Vindelicorum, aujourd'hui Augsbourg. Elle est après 90 la plus importante et la plus prospère de Rhétie-Vindélicie avant que l'empereur Marc Aurèle ne l'en sépare en fondant la Rhétie Seconde. La Rhétie Première reste alpine avec Curia (Coire) pour capitale.
Si la vieille culture archéologique de la Vindélicie appartient sans conteste à La Tène, les habitants romanisés au IIIe siècle emploient l'ancien gentilé Vindelices. Les érudits étymologistes ont pu noter aussi que d'autres peuples antiques ont un nom linguistiquement proche : Vandales, Vénèdes, Vénètes ou Wendes ou encore le camp romain antique de Vindonissa, aujourd'hui au nord de la Suisse. Cependant les Vendéliques qui doivent leur nom aux deux rivières qui traversent leur territoire, sont le produit d'une mythogénèse latine. Parmi les tribus ou régions inféodées aux Vindéliques, on trouve les Brigantii (dans la région de Bregenz), les Estiones (région de Kempten), les Licates (vallée du Lech) et plus à l'est les Catenates, les Cosuanetes et les Rucinates, attestant l'importance de la cité capitale Augusta Vindelicorum sur ce qui est aujourd'hui le Sud du Wurtemberg, la Souabe et une partie de la Bavière.

## Histoire
En 15 av. J.-C., Tibère et son frère Drusus mènent une campagne contre la population rhète, répartie entre la Norique et la Gaule, contre les Vindélices,. Drusus a déjà précédemment chassé des territoires italiques les Rhètes mais Auguste décide d'envoyer Tibère afin de résoudre définitivement le problème. Tibère, qui avance depuis l'ouest, bat les Vindélices autour de Bâle et du lac de Constance. C'est en ce lieu que les deux armées se rejoignent et se préparent à envahir la Bavière. L'action conjointe conduite par les deux frères permet d'avancer jusqu'à la source du Danube où ils remportent la victoire définitive sur les Vindélices. Ces succès permettent à Auguste d'assujettir les peuples de l'arc alpin. Sur la montagne près de Monaco, à proximité de La Turbie, le trophée d'Auguste est érigé pour commémorer la pacification d'une extrémité à l'autre des Alpes et se rappeler les noms de toutes les tribus soumises. L'inscription augustéenne de 12 av. J.-C. fait mention de quatre tribus de Vindélices parmi les défaits. Vers la fin du Ier siècle, la région des Vindélices (la Vindélicie) est incluse dans la province de Rhétie. Zosime mentionne dans son Historia nova que Probus défait les Vandales, les Burgondes et les Lygiens (Lugii) en Rhétie (Vindélicie) et près de la rivière Lygis (rivière Lech en Autriche et en Bavière) au cours de l'année 279 ap. J.-C. 
À partir de 525 des populations paysannes alamanes migrent vers la Rhétie en deux vagues successives, gagnant d'abord les rives de l'Iller puis celles de la Lech, et forcent les colonies gallo-romaines à prendre l'exode vers l'est. Les historiens présument qu'à l'est de la Lech, ces réfugiés s'agrègent à des tribus germaniques elles-mêmes en déshérence (Marcomans et Lombards) et forment la nation des Bavarii, mentionnée deux siècles plus tard par les chroniqueurs francs.
Les principales villes vendéliques sont Augusta Vindelicorum (Augsbourg), l'oppidum de Manching, Castra Regina (Ratisbonne), Cambodunum (Kempten), Fœtes (Füssen), Apodiacum (Epfach), Parthanum (Partenkirchen), Brigantium (Bregenz), Castra Batava (Passau).

## Sources
Les Vendéliques sont cités par Pline l'Ancien comme un des peuples les plus importants des Alpes :

« Les Alpes sont peuplées d'un grand nombre de nations, mais les plus connues entre Pola et la région de Trieste sont
les Fecusses, les Subocrini, les Catali, les Menoncaleni puis, voisins des Carni, les peuples qu'on appelait autrefois
Taurisques, aujourd'hui Noriques ; puis viennent les Rhètes et les Vendéliques, eux-mêmes divisés en de nombreuses tribus. »

Horace fait une allusion à ce peuple dans son quatrième livre des Odes, décrivant les Vindélices comme des « fiers porteurs de ces haches scythiques ».
Le trophée des Alpes, érigé sur ordre d'Auguste pour commémorer la victoire de Rome sur les peuples des Alpes, mentionne « quatre tribus vendéliques ».